# Dinda
Dinda is een geslacht van halfvleugeligen uit de familie Aphrophoridae. De wetenschappelijke naam van dit geslacht is voor het eerst geldig gepubliceerd in 1908 door Distant.

## Soorten
Het geslacht Dinda  is monotypisch en omvat slechts de volgende soort:
- Dinda maura (Walker, 1858)